# Godzilla i Kong: El nou imperi
Godzilla i Kong: El nou imperi (títol original en anglès, Godzilla x Kong: The New Empire) és una pel·lícula de monstres estatunidenca de 2024 dirigida per Adam Wingard, produïda per Legendary Pictures i distribuïda per Warner Bros. Pictures. És la seqüela de Godzilla vs. Kong (2021) i la cinquena pel·lícula de la franquícia MonsterVerse, que també és la 38a pel·lícula de la franquícia Godzilla i la 13a de la franquícia King Kong. La pel·lícula és protagonitzada per Rebecca Hall, Brian Tyree Henry, Dan Stevens, Kaylee Hottle, Alex Ferns i Fala Chen. Hall, Henry i Hottle repeteixen els seus papers de la pel·lícula anterior. A la pel·lícula, Kong es troba amb més individus de la seva espècie a la Terra Buida i s'ha d'unir de nou amb Godzilla per evitar que el seu líder tirànic i el seu poderós Tità que respira gelada destrueixin la superfície. Ha estat doblada i subtitulada al català.
Després de l'èxit de taquilla i estríming de Godzilla vs. Kong durant la pandèmia de la COVID-19, Legendary va anunciar-ne una seqüela el març de 2022 i que el rodatge començaria aquell any. El maig de 2022, es va anunciar que Wingard tornaria com a director i Stevens havia estat seleccionat com a protagonista. El rodatge va començar el juliol de 2022 a Gold Coast (Austràlia), i va acabar el novembre de 2022.
Godzilla i Kong: El nou imperi es va estrenar al Grauman's Chinese Theatre el 25 de març de 2024 i es va estrenar als Estats Units el 29 de març. La pel·lícula va rebre crítiques diverses, molts la van comparar desfavorablement amb Godzilla Minus One, i ha recaptat 440 milions de dòlars a tot el món amb un pressupost de 135-150 milions, la qual cosa la converteix en la cinquena pel·lícula més taquillera del 2024.
El 17 d'abril del 2024 es va anunciar el doblatge en català de la pel·lícula per a la plataforma Max.